# Unión González Prada
Pour les articles homonymes, voir González et Prada.
Maillots
L’Unión González Prada, est un club péruvien de football disparu basé dans le district de Surquillo à Lima.

## Histoire
Fondé le 11 mars 1948, l'Unión González Prada atteint la deuxième place de la Copa Perú en 1980 et dispute un barrage pour la montée en 1re division péruvienne face au Coronel Bolognesi, avant-dernier du championnat 1980. Battu deux fois 2-0 à l'aller et au retour, le club rate l'occasion de jouer en D1.
Entre 1983 et 1984, il remporte deux fois d'affilée le championnat de 2e division péruvienne mais ne peut accéder à l'élite puisque la D2 n'offrait pas d'accessit en 1re division au début des années 1980.
Jouant dans la ligue de district de Surquillo, l'Unión González Prada finit par disparaître dans les années 1990.

## Résultats sportifs

### Palmarès
| Compétitions nationales                                                                       | Compétitions régionales                                |
| - Championnat du Pérou D2 (2) : - Champion : 1983 et 1984,. - Copa Perú : - Finaliste : 1980. | - Interligas de Lima (2) : - Vainqueur : 1980 et 1982. |

### Bilan et records
- Saisons au sein du championnat du Pérou : 0.
- Saisons au sein du championnat du Pérou (D2) : 2 (1983-1984).

## Personnalités historiques de l'Unión González Prada

### Anciens joueurs
Pedro ‘Viroco’ Meza, César Sussoni, Gino Peña, Rigoberto Montoya, Luis Sone et Wálter Nájar forment partie de l'équipe championne de 2e division en 1983.